# Вілья-Алегре
Вілья-Алегре (ісп. Villa Alegre) — місто в Чилі. Адміністративний центр однойменної комуни. Населення — 5456 осіб (2002). Місто і комуна входить до складу провінції Лінарес і регіону Мауле.
Територія — 190 км². Чисельність населення — 16 221 мешканця (2017). Щільність населення — 85,4 чол./км².

## Розташування
Місто розташоване за 28 км на південь від адміністративного центру області міста Талька та за 24 км на південний захід від адміністративного центру провінції міста Лінарес.
Комуна межує:
- на півночі — з комуною Сан-Хав'єр-де-Ланкомілья
- на сході — з комуною Єрбас-Буенас
- на півдні — з комуною Лінарес
- на заході — з комуною Сан-Хав'єр-де-Ланкомілья